# Bénédicte Auzanot
« Auzanot » redirige ici. Pour l’article homophone, voir Auzanneau.
Bénédicte Auzanot, née le 5 août 1972 à Besançon (Doubs), est une femme politique française. 
Membre du Rassemblement national, elle est conseillère municipale d'opposition à Cavaillon et conseillère communautaire de la communauté d'agglomération Luberon Monts de Vaucluse de 2020 à 2022. Elle est élue députée dans la 2e circonscription de Vaucluse lors des élections législatives de 2022 et décide de démissionner de ses fonctions locales pour se concentrer sur son mandat parlementaire. Elle est réélue aux élections législatives anticipées de 2024. 

## Biographie
En 2020, elle mène une liste pour les élections sénatoriales.
Lors des élections législatives de 2022, elle est candidate dans la deuxième circonscription de Vaucluse sous l'étiquette Rassemblement national. Arrivée en tête au premier tour, elle est élue députée au second tour avec 52,18 % des voix.
Elle est membre de la commission des Affaires sociales de l'Assemblée nationale.
En novembre 2022, elle se prononce contre la proposition de loi constitutionnelle visant à protéger et à garantir le droit à l'IVG, à l'instar de 31 autres députés,. Elle se montre également hostile à l'immigration et inquiète de l'évolution démographique en France, estimant que la baisse de la natalité mettrait en péril la civilisation française.
En juin 2024, son suppléant, Valéry Dury, annonce dans le journal Le Dauphiné qu’il ne rempilera pas, faute d'échanges avec la députée, et déclare à ce titre : « Depuis que nous avons été élus, nous n’avons plus eu de contact. Le suppléant n’a pas de rôle défini et j’ai été déçu par cette expérience. Je préfère laisser la place à quelqu’un d’autre plutôt que de faire bonne figure… »[pertinence contestée].
Aux élections législatives anticipées de 2024, elle est réélue députée au second tour avec 56,9 % des voix face à un candidat du Nouveau Front Populaire.